# Montry
Montry ist eine französische Gemeinde mit 3872 Einwohnern (Stand: 1. Januar 2022) im Département Seine-et-Marne in der Region Île-de-France. Sie gehört zum Arrondissement Torcy und zum Kanton Serris. Die Einwohner werden Montéricultois(es) genannt.

## Geografie
Durch Montry, das etwa 30 Kilometer östlich von Paris liegt, verläuft der Fluss Grand Morin. Umgeben wird Montry von den Nachbargemeinden Condé-Sainte-Libiaire im Norden, Couilly-Pont-aux-Dames im Osten und Nordosten, Saint-Germain-sur-Morin im Osten und Südosten, Magny-le-Hongre im Süden, Coupvray im Westen und Südwesten sowie Esbly im Nordwesten.
Durch die Gemeinde führt die Route nationale 34.

## Bevölkerungsentwicklung
| Jahr      | 1962 | 1968 | 1975 | 1982 | 1990 | 1999 | 2006 | 2017 |
| Einwohner | 1005 | 1224 | 2288 | 2625 | 2781 | 3066 | 3227 | 3631 |

## Gemeindepartnerschaften
- Mit der italienischen Gemeinde Campegine in der Provinz Reggio d'Emilia (Emilia-Romagna) besteht eine Partnerschaft.

## Sehenswürdigkeiten
- Schloss Montry

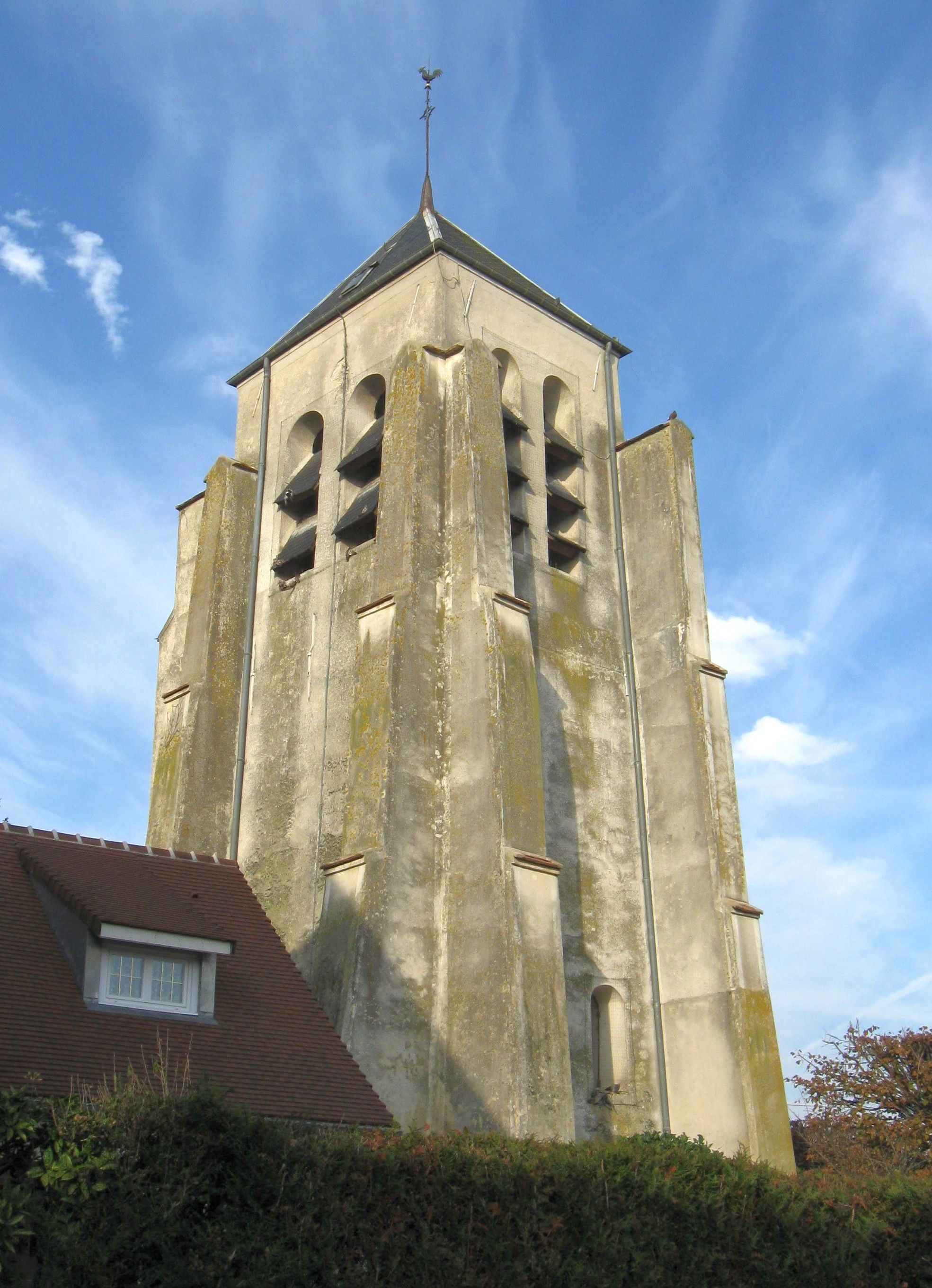
Glockenturm von Montry

- Kirche Notre-Dame-de-l’Assomption, Glockenturm 1185 errichtet von Simon, Bischof von Meaux, 1903 zerstört

Siehe auch: Liste der Monuments historiques in Montry